# Virus des ailes déformées
Pour les articles homonymes, voir DWV.
Espèce
Le virus des ailes déformées ou DWV (Deformed wing virus) est un virus à ARN qui affecte les abeilles domestiques. Les sujets touchés par ce virus présentent comme symptôme des ailes complètement rétrécies empêchant l'abeille de voler.
Le DWV se transmet par un parasite, l'acarien Varroa qui parasite les abeilles. 
Le premier cas d'infection a été découvert dans les années 1980 au Japon et s'est depuis diffusé dans le monde.

## Symptômes
Le virus de l'aile déformée (DWV) est suspecté de provoquer des déformations aérodynamiques et abdominales souvent trouvées sur les abeilles adultes dans les colonies infestées de varroas. Ces symptômes comprennent des appendices endommagés, particulièrement trapus, des ailes inutilisables, des abdomens raccourcis, arrondis, mal colorés et la paralysie des jambes et des ailes. Les abeilles touchées ont une durée de vie considérablement réduite (moins de 48 heures habituellement) et sont généralement expulsées de la ruche. En l'absence de varroa, on pense que le virus persiste dans les populations d'abeilles en tant qu'infection à bas bruit, transmise oralement entre adultes (abeilles), car le virus peut être détecté dans les sécrétions hypopharyngées (gelée royale) et la nourriture du couvain et aussi verticalement par les ovaires de la reine ou le sperme du faux bourdon. Le virus pourrait se reproduire dans le varroa, mais ce n'est pas certain.
Plusieurs études ont suggéré que les facteurs de stress cachés peuvent contribuer au syndrome d'effondrement des colonies d'abeilles. Une récente étude montre en utilisant la technologie de détection d'identification par radiofréquence que les infections liées au virus de l'aile déformée (DWV) chez les ouvrières adultes affectent gravement les capacités de butinage et la survie à long terme dans des conditions naturelles d'alimentation. Le DWV pousse les ouvrières à se nourrir à un âge prématuré et réduit l'activité totale des butineuses qui meurent très rapidement. Ces résultats démontrent que les infections DWV dissimulées ont des effets fortement délétères sur la recherche de nourriture et donc la survie des abeilles. Ces résultats sont conformes aux études antérieures qui ont suggéré que DWV contribue de manière importante à la baisse continue des abeilles en Europe et aux États-Unis.

## Morphologie
Les particules virales sont icosahedrales, d'environ 30 nm de diamètre.
Le génome est composé d'ARN simple brin et comprend trois molécules essentielles. Il a été publié en 2006 et il est composé de 10 140 nucléotides.

### Référence de traduction
- (en) Cet article est partiellement ou en totalité issu de l’article de Wikipédia en anglais intitulé « Deformed wing virus » (voir la liste des auteurs).